# نیتارتس (اورگن)
نیتارتس (به انگلیسی: Netarts) یک منطقهٔ مسکونی در ایالات متحده آمریکا است که در شهرستان تیلاموک، اورگن واقع شده‌است. نیتارتس ۶٫۸ کیلومتر مربع مساحت و ۷۴۴ نفر جمعیت دارد و ۲۰ متر بالاتر از سطح دریا واقع شده‌است.